# قطعنامه ۲۴۶ شورای امنیت
قطعنامه ۲۴۶ شورای امنیت سازمان ملل متحد که در تاریخ ۱۴ مارس ۱۹۶۸ تصویب شد، سندی بین‌المللی دربارهٔ مسئلهٔ جنوب غربی آفریقا است. این قطعنامه طی نشست ۱۳۸۷ام
با ۱۵ موافق،۰ مخالف و۰ ممتنع تصویب شد.